# إيبسن كاسترو
إيبسن كاسترو (بالإسبانية: Ibsen Castro)‏ هو لاعب كرة قدم سلفادوري، ولد في 24 أكتوبر 1988 في كويزالتيبيك ‏ في السلفادور. شارك مع منتخب السلفادور لكرة القدم. أما مع النوادي، فقد لعب مع نادي أكويلا.

## وصلات خارجية
- إيبسن كاسترو على موقع قاعدة بيانات كرة القدم.إي يو (الإنجليزية)
- إيبسن كاسترو على موقع Soccerway.com (الإنجليزية)